# Deacon
Deacon (транслитерируется как Дикон, англ. дьякон) — английская противотанковая самоходная артиллерийская установка периода Второй мировой войны. Эта боевая машина представляла собой установку 6-фунтовой противотанковой пушки QF 6 pounder на платформе полноприводного (4 × 4) артиллерийского тягача AEC Matador. Пушка и жизненно важные элементы колёсного шасси этой импровизированной САУ бронировались.